# Heinz Hötter
Heinz Hötter (* 5. September 1923 in Barmen (heute Wuppertal); † 28. Juli 2000 in Essen) war ein deutscher Komponist, Dirigent und Jazzpianist.

## Leben und Wirken
Hötter studierte Kompositionslehre an der Hochschule für Musik Köln. 1945 kam er zum NWDR und komponierte für dessen Kleines Unterhaltungsorchester in Köln, das er zeitweise auch dirigierte. 1952 holte ihn Harald Banter als Pianisten und Komponisten in seine Media Band, mit der er an vielen Rundfunkproduktionen beteiligt war. Für dieses Ensemble schrieb er Arrangements und Kompositionen und begleitete Solisten wie Hans Koller, Albert Mangelsdorff oder Wolfgang Sauer. Er komponierte die Oper „Odysseus“, aber auch die Vorspannmusik zum WDR 2-Mittagsmagazin. Weiterhin schrieb er Klavierstücke, aber auch sinfonische Werke für Orchester (und Chor) und Unterhaltungsmusik. Weiterhin arrangierte er für die WDR Big Band Köln und das SFB-Tanzorchester; auch war er als Dozent an der Musischen Bildungsstätte Remscheid und an der Universität Münster tätig.

## Diskographische Hinweise
- Sehnsuchtsmelodie 1979